# Montecchio
Montecchio é uma comuna italiana da região da Umbria, província de Terni, com cerca de 1.746 habitantes. Estende-se por uma área de 49 km², tendo uma densidade populacional de 36 hab/km². Faz fronteira com Avigliano Umbro, Baschi, Civitella d'Agliano (VT), Guardea, Orvieto, Todi (PG).

## Demografia
| Variação demográfica do município entre 1861 e 2011                               |
|                                                                                   |
| Fonte: Istituto Nazionale di Statistica (ISTAT) - Elaboração gráfica da Wikipedia |